# Termometr six

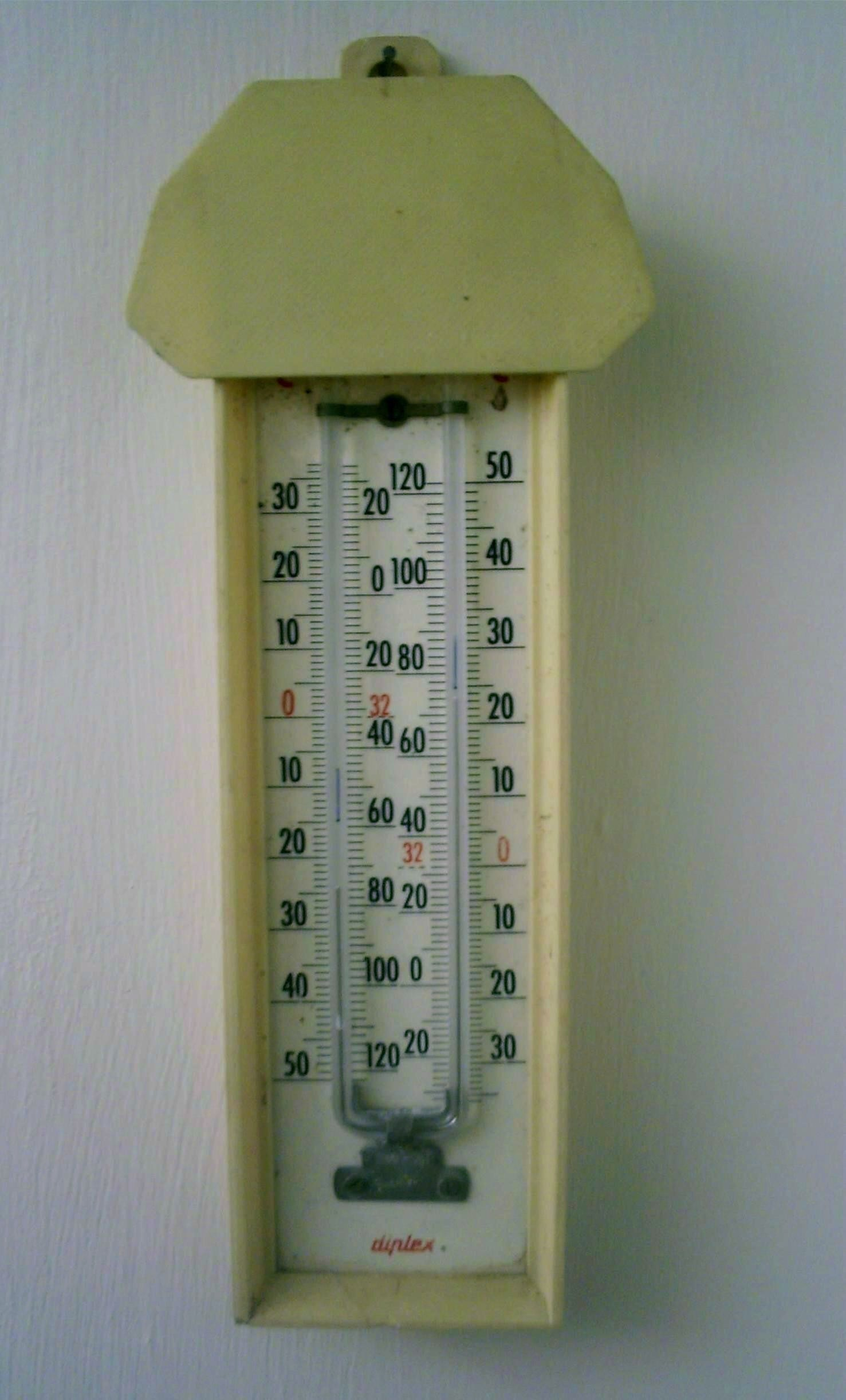
Termometr six

Termometr six - jest to termometr, który może mierzyć maksymalne i minimalne temperatury osiągnięte w badanym okresie, zwykle w ciągu dnia. Jest on powszechnie stosowany wszędzie tam, gdzie wymagane są pomiary skrajnych temperatur przy użyciu prostych sposobów, na przykład w meteorologii i ogrodnictwie.
Został opracowany przez anglika Jamesa Six w 1782 roku i nazwany jego imieniem.